# 210-й штурмовой авиационный полк
210-й штурмовой авиационный Севастопольский Краснознамённый ордена Кутузова полк  — авиационная воинская часть ВВС РККА штурмовой авиации в Великой Отечественной войне.

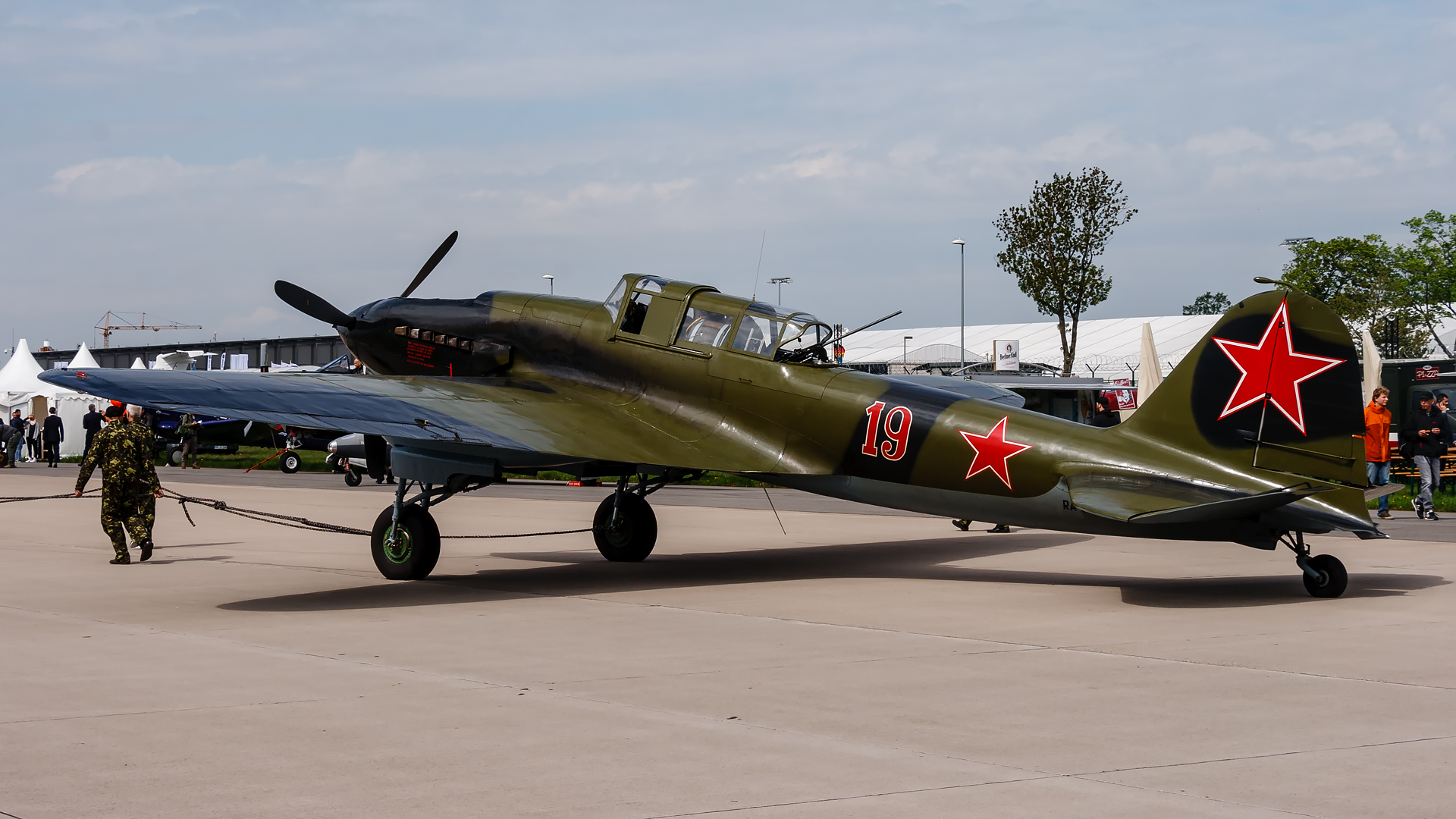
Конструкторы называли разработанный ими штурмовик Ил-2 «летающим танком», пилоты-истребители люфтваффе прозвали его «бетонным самолётом» (нем. Betonflugzeug), солдаты вермахта называли его «чумой» (нем. Schwarzer Tod, дословно: «чёрная смерть»).

## Наименование полка
В различные годы своего существования полк имел наименования:
- 210-й ближнебомбардировочный авиационный полк;
- 210-й бомбардировочный авиационный полк;
- 210-й штурмовой авиационный полк[1][2];
- 210-й штурмовой авиационный Севастопольский полк[1][2];
- 210-й штурмовой авиационный Севастопольский Краснознамённый полк[1][2];
- 210-й штурмовой авиационный Севастопольский Краснознамённый ордена Кутузова полк[1];

## История и боевой путь полка
Полк сформирован 1 ноября 1940 года в Одесском военном округе на аэродроме Шайтарово (ныне село Шевченко
Первомайский район, Николаевская область, Украина) в 5-ти эскадрильном составе. После формирования вошел в состав 45-й смешанной авиадивизии.
С 1 ноября 1940 года по 30 июля 1941 года полк комплектовался летным составом. На 1 июня 1941 года полк имел всего 3 самолёта Су-2, на которых проводил тренировку летного состава. Самолёты Су-2 полк получил в течение месяца. 12 июля ввиду наступления немцев полк перебазировался с аэродрома Первомайск на аэродром Ново-Полтавка, где перешёл на штат 015/150 трёхэскадрильного состава. С 30 июля полк ведет боевые действия на Южном фронте в составе 45-й смешанной авиадивизии, с 25 марта 1942 года — в составе ВВС 12-й армии.
В этот период полк вел тяжелую боевую работу в условиях отхода войск Красной армии осенью 1941 года. В районе Лысая Гора полк оказал большую помощь при выводе из окружения войскам 55-го стрелкового корпуса, в районе Б. Токмак полк поддерживал наступление 18-й армии. В этом районе при поддержке полка была разгромлена 4-я горно-стрелковая бригада румын. Во время проведения Барвенково-Лозовской операции полк выполнял по 4 −5 вылетов в день.
18 апреля 1942 года полк согласно приказу Южного фронта № 071 от 09.04.1942 г. передал 9 самолётов Су-2 в 288-й бомбардировочный авиационный полк, личный состав полка убыл в Учебно-тренировочный центр Южного фронта для переучивания на Ил-2. С 18 апреля 1942 года полк проходил переучивание на самолёты Ил-2, после чего перебазирован на аэродром Новоастрахань (ныне село Новоастраханское Луганской области) в составе 2-х эскадрилий.
С 25 мая 1942 года полк вошел в состав 230-й штурмовой авиадивизии, которая сформирована 18 мая 1942 года Приказом НКО СССР № 0085 от 07.05.1942 г. и Приказом Южному фронту № 00185 от 18.05.1942 г. по штату 015/145 в селе Ново-Астрахань Ворошиловградской области в составе 4-й воздушной армии Южного фронта
С 26 мая 1942 года полк с дивизией вступил в боевые действия в составе 4-й воздушной армии Южного фронта на изюм-барвенковском, миллеровском, каменск-шахтинском, ростовском-на-дону и ставропольском направлениях. Бомбардировочными и штурмовыми действиями уничтожала наступающие танковые и механизированные колонны, живую силу противника. Особенно активно действовал по аэродромам противника Артемовск, Константиновск и Сталино. На аэродроме Артемовск 29 мая 1942 года полк совместно с экипажами из 7-го гвардейского штурмового авиаполка уничтожили 16 и повредили 22 самолёта противника, а 11 июня только экипажами полка на этом же аэродроме — 14 самолётов, 12 июня на аэродроме Сталино полк уничтожил 22 и повредил 17 самолётов на земле.

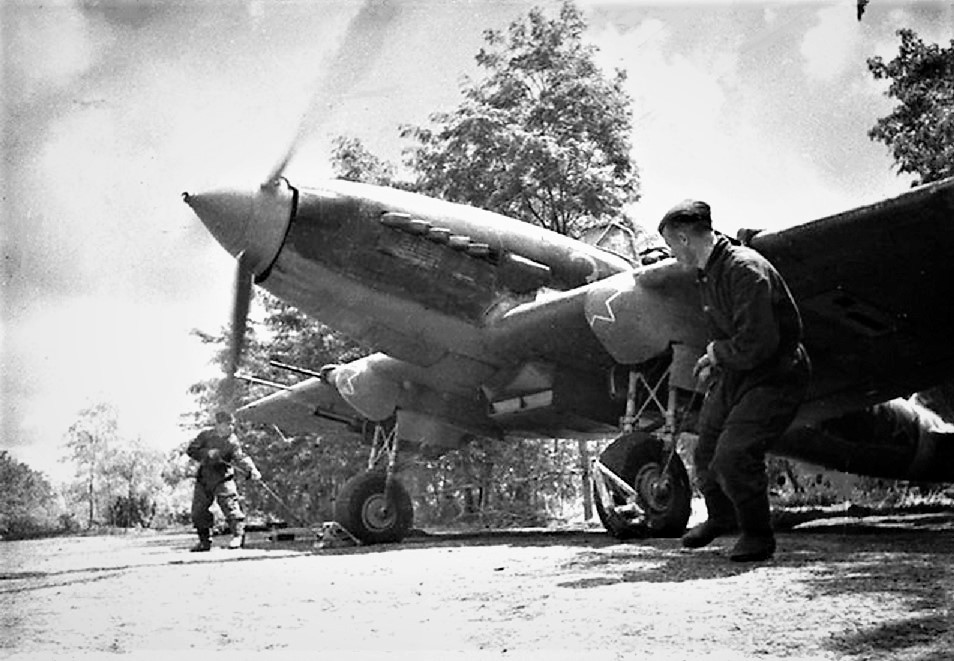
Штурмовик Ил-2 готовится вырулить на взлет.

Также полк действовал по переправам и скоплениям войск у переправ на участках Аксай — Николаевская, препятствовала переправе противника через Дон, задерживала части противника в районах Кагальницкая, Незамаевская, Гетмановская, Ворошиловск, Невинномысск, Вашпагир, Сергеевская, Пятигорск, Минеральные воды
В составе 230-й штурмовой авиадивизии 4-й воздушной армии Южного фронта воевал с 25 мая по 9 июля, после чего передал оставшиеся 3 самолёта Ил-2 в 7-й гвардейский штурмовой авиационный полк и убыл в Белокалитвенскую для ремонта самолётов, но ввиду наступления противника, полк 14 июля был перебазирован на станцию Целина и выведен из состав 230-й штурмовой авиадивизии.
22 июля 1942 года полк приказом командующего 4-й воздушной армии перебазирован в станцию Гетмановскую (Кавказская (станица)) и поступил в распоряжение командира 6-го отдельного учебно-тренировочного авиаполка. 30 июля полк перебазирован в Буденновск, 5 августа — в Махачкалу, 10 августа — в Насосную. 18 августа 1942 года полк убыл в Дербент на доукомплектование личным составом и техникой. Полк вновь вошел в состав 230-й штурмовой авиадивизии 4-й воздушной армии. С 20 августа по 19 сентября полк получал новые Ил-2 с завода в Куйбышеве, потом перегнал их в Гудермес.
После доукомплектования личным составом и техникой полк включён в 230 шад, и с 23 сентября приступил к боевым действиям в составе 4-й воздушной армии Закавказского фронта.
Базируясь рядом с Грозным полк действовал по скоплениям войск и техники противника в районах Моздок, Ищёрская, Ачикулак, Ардон, Кадгарон, Дзуарикау принимал активное участие в разгроме Аргун-Гизилевской группировки противника, угрожавшей городам Владикавказ и Грозный. В сложных метеоусловиях полк в октябре выполнил 217, а в ноябре 117 боевых вылетов.
В период разгрома немцев под Орджоникидзе (Владикавказом) и Гизелем полк вел боевые действия по уничтожению отступающих войск противника в районах Моздок, Ищёрская, Ачикулак, Георгиевск, Минеральные Воды, Армавир, Тихорецк, взаимодействуя с частями 9-й армии и 2-го гвардейского кавалерийского корпуса, действовал по объектам Таманского полуострова.
13 января 1943 года полк перебазировался в Моздок, 4 февраля летный состав убыл в Куйбышев за получением самолётов. 22 марта полк после получения матчасти прибыл на аэродром Армавир и вошел в боевой состав 230-й штурмовой авиадивизии. С 25 марта по 23 июля 1943 года полк ведет боевые действия на Северо-Кавказском фронте. За этот период полк выполнил 817 боевых вылетов.
На 1 августа 1943 года боевой состав полка насчитывал 18 самолётов, 35 лётчиков, 33 стрелка, всего 211 человек.
От имени Президиума Верховного Совета СССР 13 августа 1943 года командиром дивизии полковником Гетьманом С. Г. Приказом 4-й воздушной армии № 0394 от 06.08.1943 г. полку было вручено Боевое Красное знамя. Грамота Президиума Верховного Совета СССР к Боевому Красному Знамени от 13.11.1943 г. была вручена полку 3 декабря 1943 года. Ежегодным праздником полка — днем формирования считается 18 октября. В настоящее время Боевое Красное знамя полка и грамота к нему хранятся в Центральном музее Вооруженных Сил СССР в Москве.
После освобождения Таманского полуострова полк принимал участие в Крымской наступательной операции, после окончания которой 13 мая полк убыл в состав переформированной 136-й штурмовой авиадивизии в составе Одесского военного округа на аэродром Кировоград. За отличие в боях при овладении штурмом крепостью и важнейшей военно-морской базой на Чёрном море городом Севастополь Приказом НКО № 0136 от 24 мая 1944 года на основании Приказа ВГК № 111 от 10 мая 1944 года полку присвоено почётное наименование «Севастопольский» и 2 августа 1944 года награждён орденом Красного Знамени.
В составе дивизии вошёл в 10-й штурмовой авиакорпус. С 20 августа полк вместе с дивизией принимает участие в Ясско-Кишинёвской операции. В дальнейшем полк участвовал в Белградской, Будапештской, Апатин-Капошварской, Ондавской и Венской операциях, в штурме Вены, Балатонской и Грацско-Амштеттенской операциях. За образцовое выполнение заданий командования в боях с немецкими захватчиками при овладении городами Папа, Девечер и проявленные при этом доблесть и мужество Указом Президиума Верховного Совета СССР от 26 апреля 1945 года награждён орденом Кутузова III степени.
В составе действующей армии полк находился с 24 мая 1942 года по 13 мая 1944 года и с 12 июля 1944 года по 9 мая 1945 года.
После войны полк базировался на территории Румынии в составе 136-й штурмовой авиационной дивизии 10-го штурмового корпуса 17-й воздушной армии Южной группы войск на аэродромах Бузеу и позже Орадеа-Маре. К началу 1946 года полк вместе с дивизией вошли в состав 5-й воздушной армии Одесского военного округа. С 1946 года полк начал осваивать новый самолёт — Ил-10. С 1948 года полк вместе с дивизией перебазированы в состав 22-й воздушной армии Беломорского военного округа на аэродромный узел Петрозаводска (аэродром Бесовец). С середины 50-х годов полк начал осваивать МиГ-15 по программе штурмовой авиации. В связи со значительным сокращением Вооруженных сил СССР в 1955 году полк и 136-я штурмовая авиационная Нижнеднестровская ордена Суворова дивизия были расформированы в составе 22-й воздушной армии Беломорского военного округа на аэродромном узле Петрозаводска.

## Командиры полка
- подполковник	Александр Владимирович Кожемякин[2], 01.11.1940 — 18.10.1941
- майор	С. В. Володин,[2], 10.1941 — 01.1942
- майор Грачёв [2], 01.1942 — 03.1942
- майор Ильенко Александр Никитович[5], врио 03.1942 — 08.1942
- подполковник Николай Антонович Зуб[2], погиб, 08.1942 — 22.07.1943
- подполковник Николай Кириллович Галущенко, врио, погиб[2], 07.1943 — 11.1943
- майор	Артемий Леонтьевич Кондратков, 11.1943 — 03.1945
- подполковник	Александр Юрьевич Заблудовский, 03.1945 — 05.1945

## В составе объединений
| Дата                  | Фронт (округ)                            | Армия                            | Корпус                            | Дивизия                                                            | Примечания |
| --------------------- | ---------------------------------------- | -------------------------------- | --------------------------------- | ------------------------------------------------------------------ | ---------- |
| 01.11.1940 г.         | Одесский военный округ                   | ВВС Одесского военного округа    | -                                 | 45-я смешанная авиационная дивизия                                 | Су-2       |
| 22.06.1941 г.         |                                          | 9-я отдельная армия              | ВВС 9-й армии                     | 45-я смешанная авиационная дивизия                                 | -          |
| 25.06.1941 г.         | Южный фронт                              | 18-я армия                       | ВВС 18-й армии                    | 45-я смешанная авиационная дивизия                                 | -          |
| 29.09.1941 г.         | Южный фронт                              | 9-я отдельная армия              | ВВС 9-й армии                     | 45-я смешанная авиационная дивизия                                 | -          |
| 01.02.1942 г.         | Южный фронт                              | 12-я армия                       | ВВС 12-й армии                    | 45-я смешанная авиационная дивизия                                 | -          |
| 18.04.1942 г.         | Южный фронт                              | ВВС Южного фронта                | -                                 | Учебно-тренировочный центр. Переформирование в шап на Ил-2.        | Ил-2       |
| 25.05.1942 г.         | Южный фронт                              | 4-я воздушная армия              | -                                 | 230-я штурмовая авиационная дивизия                                | -          |
| 28.07.1942 г.         | Северо-Кавказский фронт                  | 4-я воздушная армия              | -                                 | 230-я штурмовая авиационная дивизия                                | -          |
| 10.08.1942 г.         | Закавказский фронт Северная группа войск | 4-я воздушная армия              | -                                 | 230-я штурмовая авиационная дивизия                                | -          |
| 10.10 — 19.11.1942 г. | Закавказский фронт Северная группа войск | 4-я воздушная армия              | -                                 | временно включён в состав 217-й истребительной авиационной дивизии | -          |
| январь 1943 г.        | Закавказский фронт Северная группа войск | 4-я воздушная армия              | -                                 | временно включён в состав 216-й истребительной авиационной дивизии | -          |
| 04.02.1943 г.         | -                                        | 4-я воздушная армия              | -                                 | -                                                                  | пополнение |
| 22.03.1943 г.         | Северо-Кавказский фронт                  | 4-я воздушная армия              | -                                 | 230-я штурмовая авиационная дивизия                                | -          |
| 22.04.1944 г.         | 4-й Украинский фронт                     | 8-я воздушная армия              | -                                 | 230-я штурмовая авиационная дивизия                                | -          |
| 12.05.1944 г.         | Одесский военный округ                   | ВВС Одесского военного округа    | -                                 | 136-я штурмовая авиационная дивизия                                | пополнение |
| 12.07.1944 г.         | 3-й Украинский фронт                     | 17-я воздушная армия             | 9-й смешанный авиационный корпус  | 136-я штурмовая авиационная дивизия                                | -          |
| 28.09.1944 г.         | 3-й Украинский фронт                     | 17-я воздушная армия             | 10-й штурмовой авиационный корпус | 136-я штурмовая авиационная дивизия                                | -          |
| 09.05.1945 г.         | 1-й Украинский фронт                     | 17-я воздушная армия             | 10-й штурмовой авиационный корпус | 136-я штурмовая авиационная дивизия                                | -          |
| 15.06.1945 г.         | Южная группа войск                       | 17-я воздушная армия             | 10-й штурмовой авиационный корпус | 136-я штурмовая авиационная дивизия                                | -          |
| 01.01.1946 г.         | Южная группа войск                       | 17-я воздушная армия             | -                                 | 136-я штурмовая авиационная дивизия                                | -          |
| 10.02.1947 г.         | Одесский военный округ                   | 5-я воздушная армия              | -                                 | 136-я штурмовая авиационная дивизия                                | -          |
| 01.01.1948 г.         | Беломорский военный округ                | ВВС Беломорского военного округа | -                                 | 136-я штурмовая авиационная дивизия                                | -          |
| 01.02.1952 г.         | Северный военный округ                   | 22-я воздушная армия             | -                                 | 136-я штурмовая авиационная дивизия                                | -          |
| 01.01.1955 г.         | Северный военный округ                   | 22-я воздушная армия             | -                                 | 136-я штурмовая авиационная дивизия                                | -          |

## Участие в операциях и битвах
- Барвенково-Лозовская операция — с 18 января по конец марта 1942 года.
- Харьковская операция — с 22 мая 1942 года по 29 мая 1942 года.
- Воронежско-Ворошиловградская операция — с 28 июня 1942 года по 24 июля 1942 года.
- Донбасская операция — с 7 июля 1942 года по 24 июля 1942 года.
- Битва за Кавказ — с 25 июля 1942 года по 9 октября 1943 года:
  - Северо-Кавказская операция — с 25 июля 1942 года по 4 февраля 1943 года.
  - Армавиро-Майкопская операция — с 6 августа 1942 года по 17 августа 1942 года.
  - Моздок-Малгобекская оборонительная операция — с 1 сентября 1942 года по 28 сентября 1942 года.
  - Нальчинско-Орджоникидзевская операция — с 25 октября 1942 года по 12 ноября 1942 года.
  - Ростовская операция — с 1 января 1943 года по 18 февраля 1943 года.
  - Краснодарская операция — с 9 февраля 1943 года по 16 марта 1943 года.
  - Новороссийская десантная операция — с 9 сентября 1943 года по 16 сентября 1943 года.
  - Таманская наступательная операция — с 10 сентября 1943 года по 9 октября 1943 года.
- Воздушные сражения на Кубани — с апреля 1943 года по июль 1943 года
- Керченско-Эльтигенская десантная операция — с 31 октября 1943 года по 11 декабря 1943 года.
- Крымская наступательная операция — с 12 апреля 1944 года по 22 апреля 1944 года.
- Ясско-Кишиневская операция с 20 августа 1944 года по 29 августа 1944 года.
- Белградская операция[6] с 28 сентября 1944 года по 20 октября 1944 года.
- Будапештская операция[6] с 29 октября 1944 года по 13 февраля 1945 года.
- Апатин-Капошварская наступательная операция с 7 ноября 1944 года по 10 декабря 1944 года.
- Ондавская наступательная операция с 20 ноября 1944 года по 15 декабря 1944 год.
- Венская операция[6] с 16 марта 1945 года по 15 апреля 1945 года:
  - Веспремская наступательная операция с 16 марта 1945 года по 25 марта 1945 года.
  - Шопрон-Баденская наступательная операция с 26 марта 1945 года по 6 апреля 1945 года.
  - Надьканиже-Кёрмендская наступательная операция с 16 марта 1945 года по 15 апреля 1945 года.
  - Штурм Вены с 26 марта 1945 года по 4 апреля 1945 года.
- Балатонская оборонительная операция[6] с 6 марта 1945 года по 15 марта 1945 года.
- Грацско-Амштеттенская наступательная операция с 25 апреля 1945 года по 5 мая 1945 года.

## Почётные наименования
- 210-му штурмовому авиационному Краснознамённому полку за отличие в боях при овладении штурмом крепостью и важнейшей военно-морской базой на Чёрном море городом Севастополь Приказом НКО № 0136 от 24 мая 1944 года на основании Приказа ВГК № 111 от 10 мая 1944 года присвоено почётное наименование «Севастопольский»[7]

## Награды
- 210-й штурмовой авиационный Севастопольский полк за образцовое выполнение заданий командования на фронте борьбы с немецкими захватчиками и проявленные при этом доблесть и мужество Указом Президиума Верховного Совета СССР от 2 августа 1944 года награждён орденом Красного Знамени[8].
- 210-й штурмовой авиационный Севастопольский Краснознамённый полк за образцовое выполнение заданий командования в боях с немецкими захватчиками при овладении городами Папа, Девечер и проявленные при этом доблесть и мужество Указом Президиума Верховного Совета СССР от 26 апреля 1945 года награждён орденом Кутузова III степени[9].

## Благодарности Верховного Главнокомандующего
Воинам полка в составе 230-й штурмовой авиадивизии объявлены благодарности Верховного Главнокомандующего:
- За отличие в боях при завершении разгроме таманской группировки противника, ликвидации оперативно важного плацдарма немцев на Кубани, обеспечивавшего им оборону Крыма и возможность наступательных действий в сторону Кавказа, за отличие в боях за освобождение Таманского полуострова[10].
- За отличие в боях при овладении штурмом крепостью и важнейшей военно-морской базой на Чёрном море городом Севастополь[7].

Воинам полка в составе 136-й штурмовой авиадивизии объявлены благодарности Верховного Главнокомандующего:
- за овладение городами Секешфехервар и Бичке — крупными узлами коммуникаций и важными опорным пунктами обороны противника, лишение основных путей отхода на запад будапештской группировки немецко-венгерских войск[11].
- За отличие в боях при завершении разгрома окруженной группировки противника в Будапеште и полным овладением столицей Венгрии городом Будапешт — стратегически важным узлом обороны немцев на путях к Вене[12].
- За отличие в боях при овладении городами Секешфехервар, Мор, Зирез, Веспрем, Эньинг, а также более 350 других населенных пунктов[13].
- За отличие в боях при овладении городами Папа и Девечер — крупными уздами дорог и сильными опорными пунктами обороны немцев, прикрывающими пути к границам Австрии[14].
- За отличие в боях при форсировании реки Раба и за овладение городами Чорно и Шарвар — важными узлами железных дорог и сильными опорными пунктами обороны немцев, прикрывающими пути к границам Австрии[15].
- За отличие в боях при овладении городами Сомбатель, Капувар и Кёсег и выход на австрийскую границу[16].
- За отличие в боях при овладении на территории Австрии промышленным городом и крупным железнодорожным узлом Винер-Нойштадт и городами Эйзенштадт, Неункирхен, Глогнитц — важными опорными пунктами обороны немцев на подступах к Вене[17].
- За отличие в боях при овладении столицей Австрии городом Вена — стратегически важным узлом обороны немцев, прикрывающим пути к южным районам Германии[18].
- За овладение крупным промышленным центром Чехословакии городом Брно (Брюн) — важным узлом дорог и мощным опорным пунктом обороны немцев[19].

## Отличившиеся воины
- Сивков Григорий Флегонтович, капитан, штурман 210-го штурмового авиационного полка 136-й штурмовой авиационной дивизии 10-го штурмового авиационного корпуса 17-й воздушной армии Указом Президиума Верховного Совета СССР 18 августа 1945 года удостоен звания Дважды Герой Советского Союза. Золотая Звезда № 76/II.

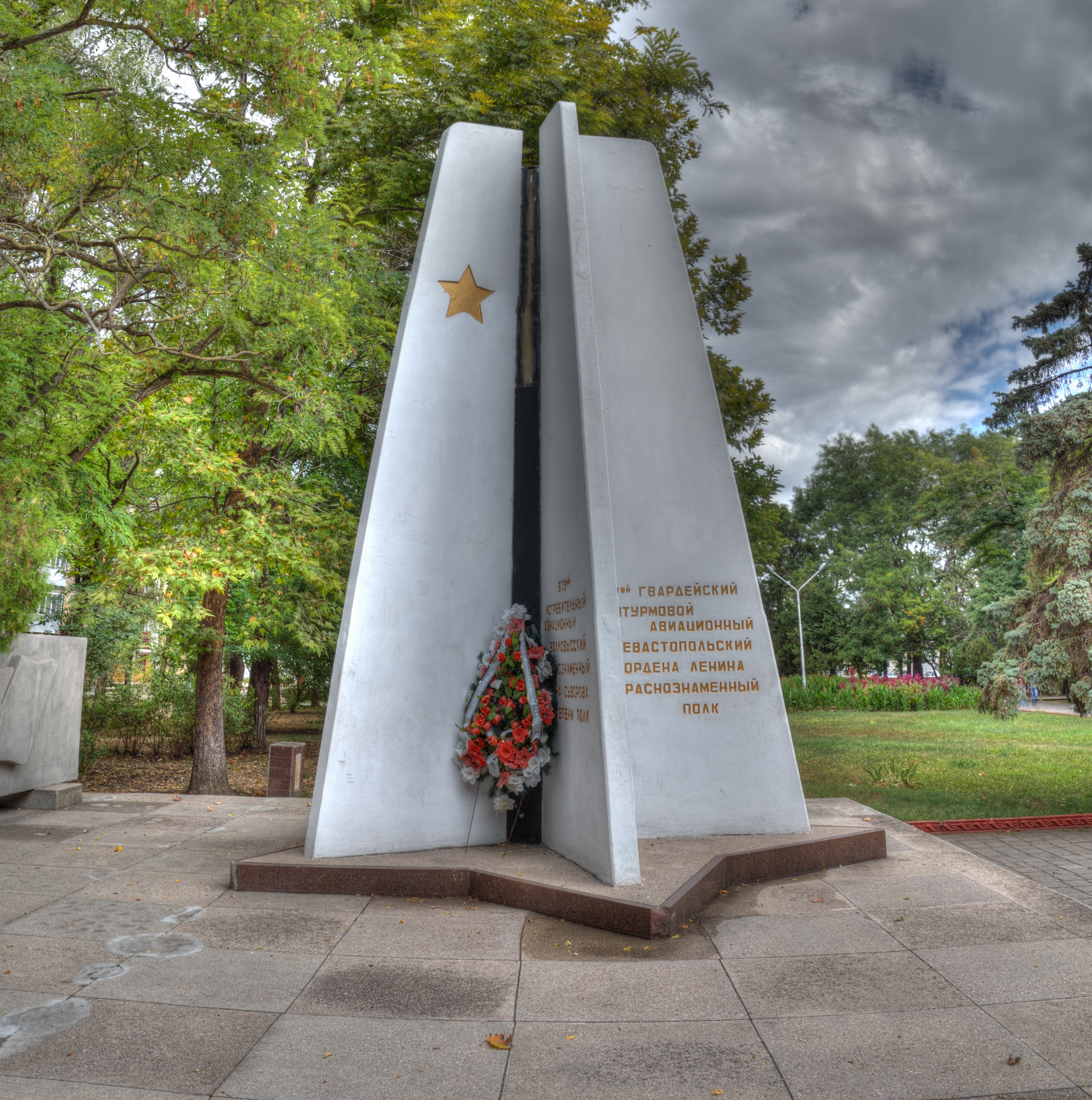
Памятник лётчика полка и других полков дивизии, погибшим при освобождении Тамани и Крым в Керчи. Установлен в Керчи.

- Есауленко Николай Савельевич, старший лейтенант, командир эскадрильи 210-го штурмового авиационного полка 136-й штурмовой авиационной дивизии 10-го штурмового авиационного корпуса 17-й воздушной армии Указом Президиума Верховного Совета СССР 18 августа 1945 года удостоен звания Герой Советского Союза. Золотая Звезда № 6910.
- Зуб Николай Антонович, подполковник, командир 210-го штурмового авиационного полка 230-й штурмовой авиационной дивизии 4-й воздушной армии Указом Президиума Верховного Совета СССР от 13 апреля 1944 года удостоен звания Герой Советского Союза. Посмертно.
- Калинин Николай Никитович, лейтенант, лётчик 210-го штурмового авиационного полка 230-й штурмовой авиационной дивизии 4-й воздушной армии Указом Президиума Верховного Совета СССР от 4 февраля 1944 года удостоен звания Герой Советского Союза. Посмертно.
- Мельников Николай Кириллович, лейтенант, командир звена 210-го штурмового авиационного полка 230-й штурмовой авиационной дивизии 4-й воздушной армии Указом Президиума Верховного Совета СССР от 1 июля 1944 года удостоен звания Герой Советского Союза. Золотая Звезда № 4395.
- Павлов Иван Михайлович, лейтенант, командир звена 210-го штурмового авиационного полка 136-й штурмовой авиационной дивизии 9-го смешанного авиационного корпуса 17-й воздушной армии 23 февраля 1945 года удостоен звания Герой Советского Союза. Золотая Звезда № 4894.
- Панин Иван Иванович, майор, штурман 210-го штурмового авиационного полка 230-й штурмовой авиационной дивизии 4-й воздушной армии Указом Президиума Верховного Совета СССР от 1 июля 1944 года удостоен звания Герой Советского Союза. Посмертно.
- Прохоров Евгений Петрович, старший лейтенант, командир эскадрильи 210-го штурмового авиационного полка 136-й штурмовой авиационной дивизии 9-го смешанного авиационного корпуса 17-й воздушной армии 23 февраля 1945 года удостоен звания Герой Советского Союза. Золотая Звезда № 7221.
- Сивков Григорий Флегонтович, старший лейтенант, командир эскадрильи 210-го штурмового авиационного полка 230-й штурмовой авиационной дивизии 4-й воздушной армии Указом Президиума Верховного Совета СССР от 4 февраля 1944 года удостоен звания Герой Советского Союза. Золотая Звезда № 2187.
- Синьков Анатолий Иванович, лейтенант, заместитель командира — штурман авиаэскадрильи 210-го штурмового авиационного полка за мужество и героизм, проявленные в боях с немецко-фашистскими захватчиками Указом Президиума Верховного Совета СССР от 13 апреля 1944 года присвоено звание Героя Советского Союза с вручением ордена Ленина и медали «Золотая Звезда» (№ 2189). Указом Президиума Верховного Совета СССР от 26 октября 1948 года Синьков А. И. лишён звания Героя Советского Союза и всех государственных наград.
- Ткаченко Михаил Николаевич, лейтенант, командир звена 210-го штурмового авиационного полка 230-й штурмовой авиационной дивизии 4-й воздушной армии Указом Президиума Верховного Совета СССР от 22 апреля 1944 года удостоен звания Герой Советского Союза. Золотая Звезда № 3433.
- Фролов, Василий Сергеевич, младший лейтенант, командир звена 210-го штурмового авиационного полка 136-й штурмовой авиационной дивизии 10-го штурмового авиационного корпуса 17-й воздушной армии Указом Президиума Верховного Совета СССР от 20 марта 1991 года удостоен звания Герой Советского Союза. Золотая Звезда № 11644.

## Воины, совершившие огненный таран
- Васильев Вениамин Фёдорович, капитан, заместитель командира эскадрильи совершил огненный таран 11 июня 1942 года.

## Память
Лётчикам полка, погибшим при освобождении Тамани и Крыма, в Керчи в 1964 году установлен памятник.

## Базирование полка
| Период                | Аэродром                                                                         |
| --------------------- | -------------------------------------------------------------------------------- |
| 18.04—24.05.1942      | Учебно-тренировочный центр. Переформирование в шап на Ил-2.                      |
| 25.05—14.06.1942      | с. Ново-Астрахань (ныне Новая Астрахань) Ворошиловградская область               |
| 14.06—09.07.1942      | с. Трёхизбёнка, Ворошиловградская область                                        |
| 09.07—20.08.1942      | Пополнение на тыловых аэродромах.                                                |
| 20.08—19.09.1942      | г. Куйбышев (ныне Самара), авиационный завод                                     |
| 19.09—03.10.1942      | г. Гудермес, Чечено-Ингушетия                                                    |
| 03—10.10.1942         | г. Гудермес; ст. Нестеровская, Чечено-Ингушетия                                  |
| 10.10—19.11.1942      | ст. Нестеровская, Чечено-Ингушетия                                               |
| 19.11— декабрь 1942   | Пополнение на тыловом аэродроме п. Чир-Юрт (ныне Чири-Юрт), Чечено-Ингушетия     |
| январь 1943           | с. Нижний Наур (ныне Надтеречное), Чечено-Ингушетия                              |
| 13.01—04.02.1943      | г. Моздок, Северная Осетия                                                       |
| 04.02—22.03.1943      | г. Куйбышев (ныне Самара), авиационный завод                                     |
| 22—24.03.1943         | г. Армавир, Краснодарский край                                                   |
| 24.03—16.04.1943      | ст. Новотитаровская, Краснодарский край                                          |
| 16—22.04.1943         | ст. Тимашёвская (ныне г. Тимашёвск), Краснодарский край                          |
| 22—26.04.1943         | ст. Новотитаровская, Краснодарский край                                          |
| 26.04—17.09.1943      | ст. Днепровская, Краснодарский край                                              |
| 17.09—28.10.1943      | ст. Славянская (ныне Славянск-на-Кубани), Краснодарский край                     |
| 28.10.1943—12.04.1944 | ст. Ахтанизовская, Краснодарский край                                            |
| 12—28.04.1944         | ст. Фонталовская, Краснодарский край                                             |
| 28.04—12.05.1944      | п. Чонграв (ныне Колодезное), Крым                                               |
| 12.05—10.07.1944      | г. Кировоград (ныне Кропивницкий); г. Куйбышев (ныне Самара), авиационный завод  |
| 10.07—19.08.1944      | с. Гниляково (ныне Дачное), Одесская область                                     |
| 19—31.08.1944         | с. Кагарлык, Одесская область                                                    |
| 31.08—07.09.1944      | с. Балабан (ныне Балабану), Молдавия                                             |
| 07—19.09.1944         | ст. Сечеляну (ныне ст. Перисору), Румыния                                        |
| 19.09—11.10.1944      | с. Цибр-Варош (ныне Златия), Болгария                                            |
| 11—25.10.1944         | с. Новоселци, Болгария                                                           |
| 25.10—08.11.1944      | с. Видбол (ныне Дунавци), Болгария                                               |
| 08—17.11.1944         | п. Земун, Югославия                                                              |
| 17.11—13.12.1944      | г. Сегед, Венгрия                                                                |
| 13.12.1944—10.01.1945 | г. Сабадсаллаш, Венгрия                                                          |
| 10—27.01.1945         | г. Кишкунлацхаза (Kiskunlacháza), Венгрия                                        |
| 27.01—13.02.1945      | г. Кишкунлацхаза (Kiskunlacháza), Венгрия. Доукомплектование в г. Зельцы (СССР). |
| 13.02—16.03.1945      | г. Кишкунлацхаза (Kiskunlacháza), Венгрия                                        |
| 16—26.03.1945         | г. Будаэрш, Венгрия                                                              |
| 26—28.03.1945         | г. Секешфехервар, Венгрия                                                        |
| 28.03—01.04.1945      | г. Веспрем, Венгрия                                                              |
| 01—04.04.1945         | г. Папа, Венгрия                                                                 |
| 04—10.04.1945         | г. Рёйтёкмужай (Röjtökmuzsaj), Венгрия                                           |
| 10—24.04.1945         | г. Трауерсдорф (ныне Trausdorf an der Wulka), Австрия                            |
| 24.04—09.05.1945      | г. Леберкройц (ныне Götzendorf-Bahnhof), Австрия                                 |